# Etilenglicol
El glicol o etilenglicol (nomenclatura IUPAC: età-1,2-diol), fórmula química: C₂H₆O₂, és un compost orgànic molt usat en la indústria de l'automòbil com anticongelant i com a precursor de polímers. En la seva forma pura, és un líquid inodor, incolor, xaropós i de gust dolç. L'etilenglicol és tòxic i la ingestió pot ser mortal.
No s'ha de confondre l'etilenglicol amb el dietilenglicol, ni amb el polietilenglicol.

## Producció
Charles-Adolphe Wurtz, el 1859, va ser el primer a preparar-lo. Fins a la Primera Guerra Mundial no va tenir ús comercial quan Alemanya el va fer servir en explosius. Aquesta molècula ha estat observada en l'espai exterior.
Actualment es produeix des de l'etilè, via l'òxid d'etilè aquest reacciona amb l'aigua i produeix etilenglicol: 
C₂H₄O + H₂O → HOCH₂CH₂OH

## Usos
Un 60% com anticongelant i la resta com a precursor de polímers (polièster i resines).

## Toxicitat
És moderadament tòxic per via oral, LDLO = 786 mg/kg per humans. El major perill és el seu gust dolç que fa que l'enverinat en consumeixi grans quantitats respecte altres verins. Després de la ingestió es forma àcid oxàlic que és tòxic.